# Crocidura shantungensis
Crocidura shantungensis es una especie de musaraña (mamífero placentario de la familia Soricidae).

## Distribución geográfica
Se encuentra en China (Shandong), Japón, Corea del Norte, Rusia y Taiwán.